# Acalypha repens
Acalypha repens, também conhecida popularmente como rabo-de-gato, acalifa ou acalifa-rasteira, é uma espécie de planta pertencente ao gênero Acalypha.
Possui inflorescências vermelhas que apresentam uma textura de pelúcia e são alongadas, mostrando o porque do nome rabo-de-gato. Suas folhas são denteadas e em grande quantidade. Estas formam uma folhagem baixa e densa. Presta-se como forração e pode ser plantada em jardineiras. 

Enquanto no Brasil esta espécie é popularmente conhecida como "rabo-de-gato, " observa-se nela uma similaridade muito próxima de outra espécie do mesmo gênero, acalypha hispida, esta outra que é conhecida na França, nos EUA e alguns outros países como "rabo-de-gato" ou "rabo-de-raposa" (en; fox-tail), (França queue de chat), enquanto que, nestes países, a espécie repens é popularmente conhecida como "rabo-de-fogo de morango" (ie. (em inglês): Strawberry Firetail) ou (em francês) Queue-de-renard (rabo-de-raposa)
Devem ser cultivadas a pleno sol, já que não toleram geadas, e o solo precisa ser fértil (enriquecido com matéria orgânica). Deve-se fazer regas regulares. Reproduz-se por divisão da ramagem enraizada e pelo processo de estaquia.